# Pfaffia densipellita
Pfaffia densipellita là loài thực vật có hoa thuộc họ Dền. Loài này được Borsch miêu tả khoa học đầu tiên năm 1993.